# 娛樂百分百

《娛樂百分百》舊片頭畫面之一(2009-2012)

《娛樂百分百》（英語：100% Entertainment）是台灣八大綜合台的娛樂新聞節目，簡稱《娛百》，1997年開播，也是繼TVBS-G《娛樂新聞》（Entertainment News）、三立都會台《完全娛樂》後的台灣第三個娛樂新聞節目，現已漸漸轉型為綜藝遊戲節目。早期先由蔡榮祖、再由何篤霖主持，之後ASOS負責多年時間（週末時段另有其他搭檔，如陳建州、柳翰雅等），而至今由黃偉晉、賴晏駒交替輪流主持。節目首播時間為每週二～每週四晚上21:00。每年最初兩集，是去年年度新聞和年度成績單。農曆除夕是過年特別節目，農曆初一至初四是精彩重播。
《娛樂百分百》是台灣首創錄影播出的娛樂新聞節目。經營娛樂新聞有成的八大電視，分別在2008年第三屆與2009年第四屆的「Yahoo!奇摩理想新聞媒體大調查」中榮獲「最佳娛樂新聞」獎項，而節目主持人羅志祥及黃鴻升亦入圍2015年第50屆金鐘獎綜藝節目主持人獎，但也因為機制問題，加上節目多是以兩人搭檔形式主持，所以簡愷樂和威廉沒有加入入選名單。
2024年12月19日，八大電視證實《娛樂百分百》將在2025年元旦起停播，轉為YouTube型態播出。意味著又一歷史悠久的電視節目隨著網路興起，觀眾收視習慣的轉變而轉型。

## 沿革
- 2012年12月6日，《娛樂百分百》正式擁有官方YouTube頻道。
- 2015年下半年，敖犬因一些個人因素而離開娛百主持群。[5]
- 2015年12月6日，主持人黃鴻升因專心發展演員及歌手的演藝工作而離開已主持10年多的娛樂百分百。[6]
- 2016年1月1日起，娛樂百分百在中華電信MOD八大HD戲劇台晚間10點首播。
- 2016年2月5日，進行《百分百小巨蛋暨小鬼歡送會》，節目中黃鴻升進行「封板」儀式及離開娛樂百分百。
- 2017年4月10日，邱宇辰、Wish、Masha加入主持陣容。[7]
- 2017年12月29日，主持人威廉因專心在戲劇圈發展，而離開娛樂百分百。[8]
- 2018年1月16日，偉晉、風田加入主持陣容。
- 2018年1月23日，《娛樂百分百》正式擁有官方APP。[9]
- 2018年9月3日，主持人偉晉入伍服兵役一年時間，暫停主持節目。
- 2018年12月27日，主持人Wish、Masha因合約問題暫時離開娛樂百分百。
- 2019年5月13日起，因應八大綜合台改版，節目首播時間改為每週一至週五19:30至20:30。
- 2019年7月23日，主持人風田因其他工作暫時離開娛樂百分百。
- 2019年7月29日起，因應八大綜合台新攻略，節目首播時間改為每週一至週五20:00至21:00。
- 2019年8月13日， 偉晉退伍正式回歸主持崗位。
- 2020年3月4日，陳零九、邱鋒澤加入主持陣容。[10]
- 2020年3月24日，邱宇辰因一些個人規劃因素而離開娛百主持群。[11]
- 2020年中，羅志祥和愷樂因被爆出負面新聞而暫停主持工作，娛樂百分百方面未公布兩人未來工作安排，節目會暫時繼續由偉晉、陳零九、邱鋒澤交替主持。[12][13]
- 2020年6月17日，其YouTube頻道開啟會員功能。[14]
- 2020年7月，開設線上商店「凹嗚狼人殺官方商城」，其同時在蝦皮商城開店出售一系列《凹嗚狼人殺》的官方周邊商品。[15][16][17]
- 2020年8月25日，首度推出「凹嗚狼人殺」專屬LINE貼圖。[18]
- 2020年11月，娛樂百分百在八大電視網頁的本月節目表的介紹中，羅志祥和愷樂從主持人名單上移除，而加入婁峻碩及賴晏駒。[2]
- 2021年2月，娛樂百分百在八大電視網頁的本月節目表的介紹中，婁峻碩及賴晏駒從主持人名單上移除，變回偉晉、陳零九、邱鋒澤三人交替主持。
- 2022年8月28日，邱鋒澤因身體狀況與未來工作規劃考量，近期將與節目結束主持合作關係；同時，公布九月起將網羅五堅情賴晏駒加入主持陣容，未來與黃偉晉、陳零九，三人共同扛起主持重任[19][20]。
- 因應節目內容調整，2024年7月8日起，逢星期一、二 20:00-21:00 改為重播舊集數。

## 播出時間

### 首播
| 頻道        | 所在地 | 播出日期                      | 播出時間                 | 備註                 |
| ----------- | ------ | ----------------------------- | ------------------------ | -------------------- |
| 八大綜合台  | 臺灣   | 1997年5月5日－2017年4月16日   | 週一至週日 18:00-19:00   | 每週二、三為現場直播 |
| 八大綜合台  | 臺灣   | 2017年4月17日－2019年5月11日  | 每週一至週六 18:00-19:00 | 每週二、三為現場直播 |
| 八大綜合台  | 臺灣   | 2019年5月13日－2019年7月26日  | 每週一至週五 19:30-20:30 | 每週二、三為現場直播 |
| 八大綜合台  | 臺灣   | 2019年7月29日－2024年12月31日 | 每週一至週五 20:00-21:00 |                      |
| 高點綜合台  | 臺灣   |                               | 每週六、週日 20:00-22:00 |                      |
| YOUTUBE频道 |        |                               | 21:00首播                |                      |

### 重播
| 頻道       | 所在地 | 播出日期                     | 播出時間              | 備註 |
| ---------- | ------ | ---------------------------- | --------------------- | ---- |
| 八大綜合台 | 臺灣   | 2019年5月13日-2021年10月31日 | 週一至週日18:00-19:00 |      |
| 八大綜合台 | 臺灣   | 2021年11月2日-2024年12月31日 | 週一至週五17:00-18:00 |      |

## 主持群

### 歷代主持群
- 第一任：蔡榮祖
- 第二任：何篤霖
- 第三任：ASOS
  - 代班：陳建州、柳翰雅
- 第四任：ASOS、陳建州
- 第五任：ASOS、羅志祥
  - 代班：黃鴻升、愛紗
- 第六任：羅志祥、黃鴻升
  - 代班：張可昀、歐漢聲、張善為、陳建州、唐禹哲、周采詩、彭于晏、鐘欣怡、辰亦儒、黃靖倫、楊宗緯、郭書瑤、吳克群、蕭敬騰、簡愷樂、莊濠全、廖亦崟、ASOS、NONO、翁瑞迪、詹子晴、林如琦、鐘昀呈、蔡頤榛、倪子鈞、黃楷婷
- 第七任：羅志祥、黃鴻升、簡愷樂
- 第八任：羅志祥、黃鴻升、簡愷樂、莊濠全、廖亦崟[21]
- 第九任：羅志祥、黃鴻升、簡愷樂、廖亦崟
- 第十任：羅志祥、簡愷樂、廖亦崟
  - 代班：Wish、Masha、邱宇辰、SpeXial（羅宏正、黃偉晉、許明、林子閎、Teddy、風田）、劉峻緯、蔡昌憲、鍾欣愉、KID
- 第十一任：羅志祥、簡愷樂、廖亦崟、邱宇辰、朱宇謀、潘君侖
- 第十二任：羅志祥、簡愷樂、邱宇辰、Wish、Masha、風田、黃偉晉
- 第十三任：羅志祥、簡愷樂、邱宇辰、風田
- 第十四任：羅志祥、簡愷樂、邱宇辰
  - 代班：簡廷芮
- 第十五任：羅志祥、簡愷樂、邱宇辰、黃偉晉
  - 代班：梁以辰、莎莎、邱鋒澤
- 第十六任：羅志祥、簡愷樂、黃偉晉、邱鋒澤、陳零九
  - 代班：婁峻碩
- 第十七任：黃偉晉、邱鋒澤、陳零九
  - 代班主持：婁峻碩、賴晏駒[註 1]、劉雨婷[22]、潘君侖、艾莉兒[23][24]、梁以辰、紀卜心、凱希[25]
  - 單元主持：五堅情（三位主持及婁峻碩、賴晏駒）[2][26]、潘君侖、呂思緯[27]
- 第十八任：黃偉晉、陳零九、賴晏駒
  - 代班主持：婁峻碩、紀卜心、艾莉兒[28]、劉雨婷、凱希
  - 單元主持：五堅情（三位主持及邱鋒澤、婁峻碩 ）、荳荳、艾莉兒、劉雨婷
- 第十九任（現任）：黃偉晉、賴晏駒
- 外景主持人：邱宇辰、李洛洋、宇宙、Sunnee、風田、婁峻碩[29]、采子[30]

### 歷代周末主持群
- 第一任：陳建州、柳翰雅
- 第二任：陳建州、羅志祥
- 第三任：羅志祥、何開
- 第四任：羅志祥、范瑋琪、Makiyo
- 第五任：羅志祥、范瑋琪

## 獎項

### 電視金鐘獎
| 年份   | 獲提名         | 獎項                           | 結果 |
| ------ | -------------- | ------------------------------ | ---- |
| 2015年 | 羅志祥、黃鴻升 | 第50屆金鐘獎綜藝節目主持人獎   | 入圍 |
| 2016年 | 娛樂百分百     | 第51屆金鐘獎綜藝節目獎         | 入圍 |
| 2017年 | 娛樂百分百     | 第52屆金鐘獎綜藝節目獎         | 入圍 |
| 2017年 | 羅志祥、愷樂   | 第52屆金鐘獎綜藝節目主持人獎   | 獲獎 |
| 2023年 | 娛樂百分百     | 第58屆金鐘獎最具人氣綜藝節目獎 | 入圍 |

## 外部連結
- 娛樂百分百官方網站
- 娛樂百分百的Facebook專頁
- 娛樂百分百的Instagram帳戶
- YouTube上的八大電視台娛樂百分百頻道